# 28 dní
28 dní (orig. 28 Days) je americký komediálně-dramatický film z roku 2000 režisérky Betty Thomas. Hlavní roli Gwen Cummingsové, úspěšné sloupkařky, která se musí léčit z alkoholismu, ztvárnila Sandra Bullock.

## Děj
Gwen Cummingsová si poté, co zničí sestřinu svatbu svými opileckými řečmi, půjčí limuzínu. Během jízdy telefonuje a havaruje. Může si pak vybrat mezi vězením a 28 dny v odvykacím centru. Vybere si odvykací centrum, ale zpočátku se nechce zúčastnit žádného z programů, stále tvrdí, že není alkoholička.
Když se seznámí s některými dalšími pacienty, tak začne přemýšlet o svém životě a uvědomí si, že má ve skutečnosti velký problém. Překonání problému s alkoholem a se životem jí ale komplikuje její přítel Jasper. Gwen se spřátelí se sedmnáctiletou Andreou, která se léčí ze závislosti na heroinu, ale omylem se pak předávkuje. Ostatní pacienti pomáhají Gwen vidět svůj život v jiném světle. Gwen se nakonec úspěšně z léčebny dostane a pokusí se žít jinak.

## Obsazení
| Sandra Bullock         | Gwen Cummingsová  |
| Viggo Mortensen        | Eddie Boone       |
| Dominic West           | Jasper            |
| Elizabeth Perkins      | Lily Cummingsová  |
| Diane Ladd             | Bobbie Jean       |
| Steve Buscemi          | Cornell Shaw      |
| Azura Skye             | Andrea Delaneyová |
| Alan Tudyk             | Gerhardt          |
| Reni Santoni           | Daniel            |
| Marianne Jean-Baptiste | Roshanda          |
| Mike O'Malley          | Oliver            |
| Margo Martindale       | Betty             |
| Susan Krebs            | Evelyn            |
| Elijah Kelley          | Darnell           |